# Avenue de Neuilly (Fontenay-sous-Bois)
Pour l’article homonyme, voir Avenue de Neuilly.
L'avenue de Neuilly est une voie de communication de Fontenay-sous-Bois. Elle suit le tracé de la route départementale D 244.

## Situation et accès

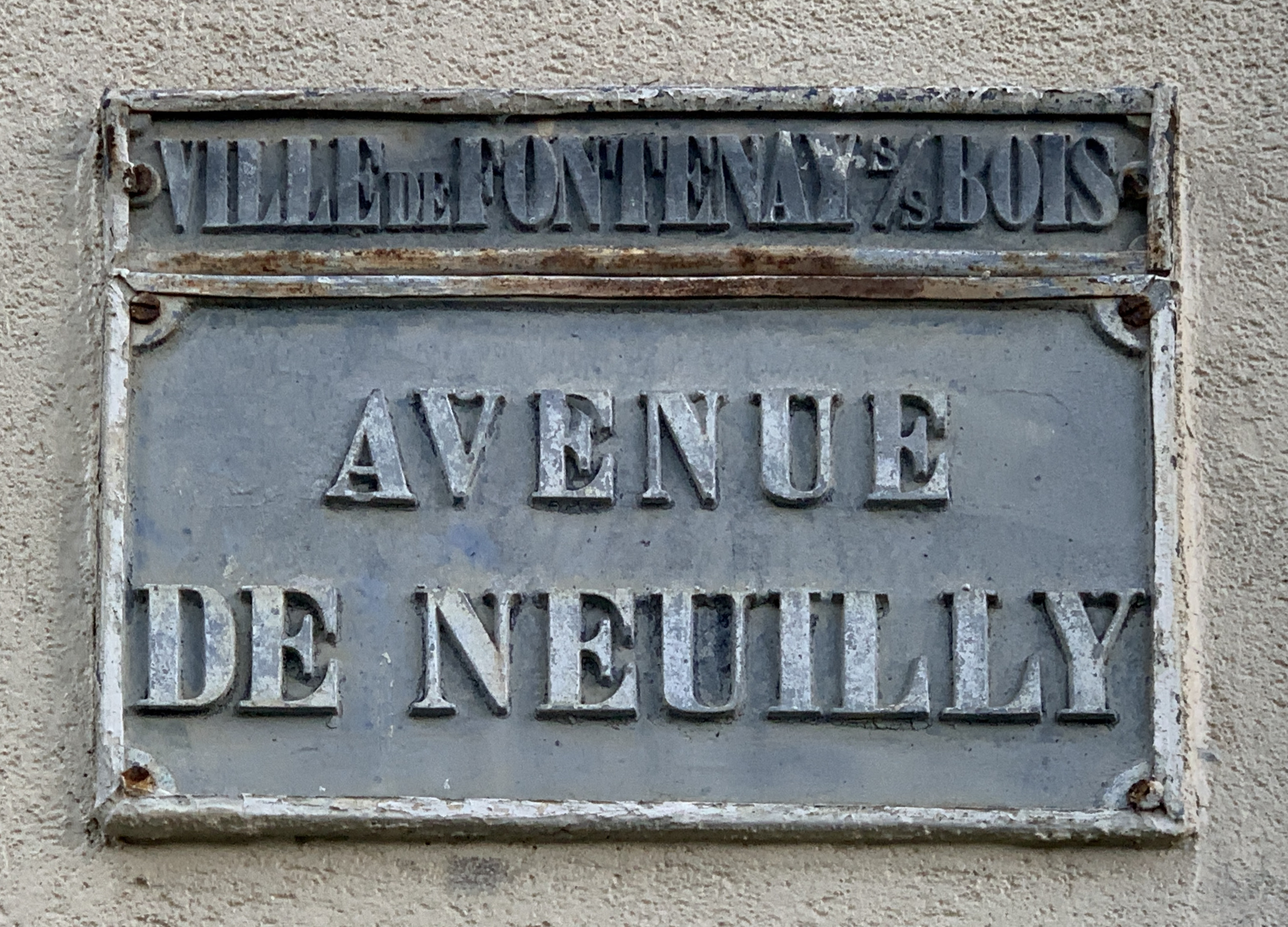
Plaque de l'avenue de Neuilly.

Cette avenue commence à l'intersection de la rue de Neuilly, du boulevard Gallieni, et du boulevard du 25-Août-1944.
Elle se dirige vers l'est, de façon rectiligne. Elle franchit l'autoroute A86 et se termine boulevard de Fontenay à Neuilly-Plaisance, dont le nom fait pendant au sien.

## Origine du nom
Le nom de l'avenue de Neuilly provient de la commune de Neuilly-Plaisance, à la limite de laquelle l'avenue conduit.

## Historique
Cet axe ancien, visible sur la carte de Cassini, prend aujourd'hui le nom d'avenue à la limite de l'ancien village de Fontenay-sous-Bois et de son faubourg.
Le 25 août 1944, se déroulèrent à cet endroit des combats pour la Libération de Paris. Les FFI, sacrifiant une vingtaine des leurs, infligèrent de lourdes pertes aux Allemands.

## Bâtiments remarquables et lieux de mémoire

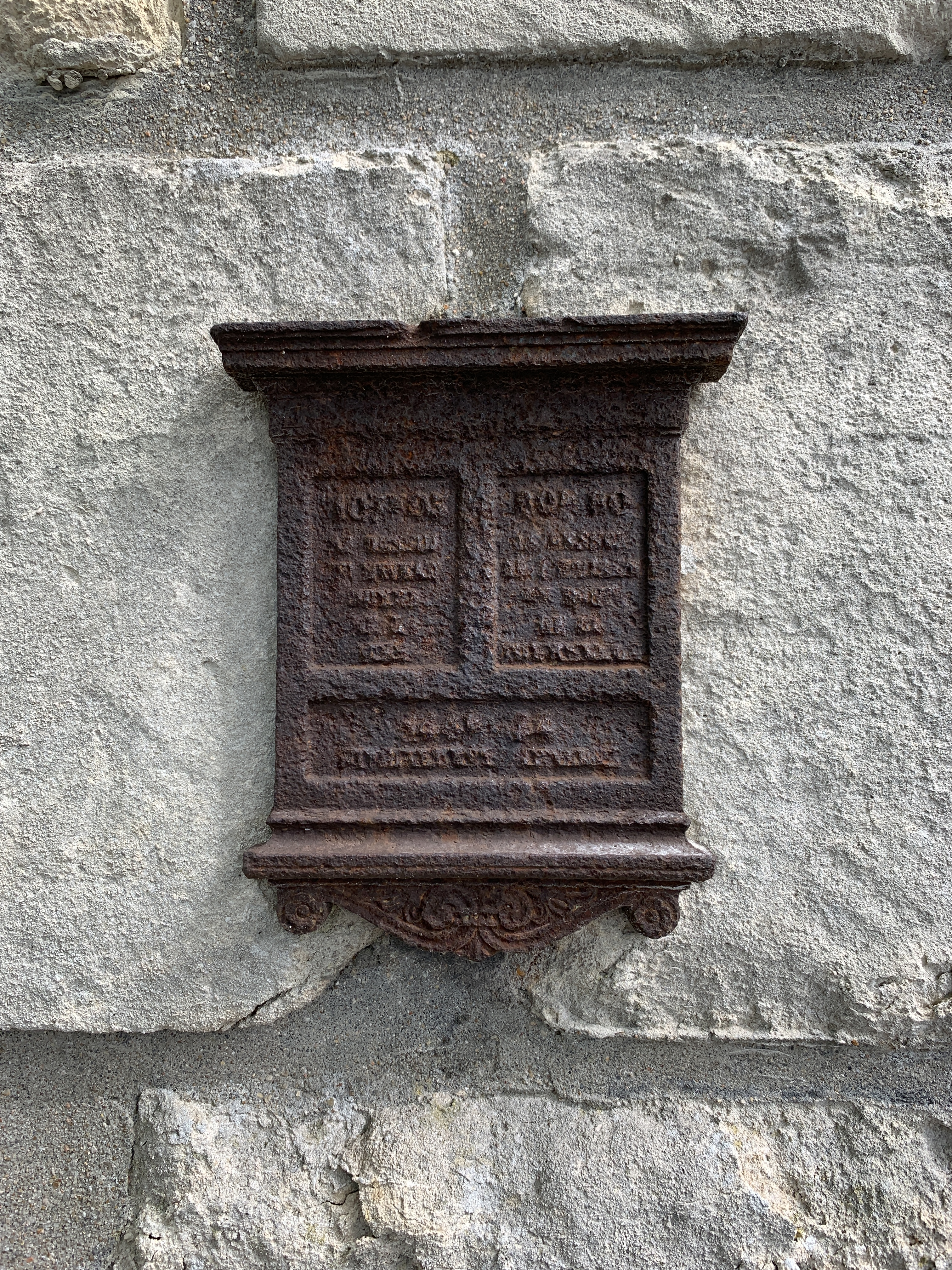
Plaque sur le mur du cimetière.

- Cimetière de Fontenay-sous-Bois. À l'angle du cimetière se trouve un monument à la mémoire des victimes de la Seconde Guerre mondiale[4].
- Parc des Épivans, inauguré en 1980[5],[6].
- Talus des Grands-Chemins.
- Fort de Nogent, construit de 1841 à 1848.
- Stade Georges-Le Tiec[7].
- Serres municipales de Fontenay-sous-Bois[8].
- Tunnel de Nogent-sur-Marne.